# Prelaz Staller
Prelaz Staller (italijansko: Passo Stalle) je visokogorski prelaz v Zahodnih Turah, na višini 2052 m. Povezuje dolino Defereggen v Vzhodni Tirolski na vzhodu z dolino Antholzer v Južni Tirolski na zahodu, in ločuje skupino Rieserferner na severu od Villgratenskih gora na jugu. Meja med Italijo in Avstrijo poteka čez ta prelaz, odkar je leta 1920 začela veljati Senžermenska mirovna pogodba.
Prelaz je odprt 24 ur samo od sredine maja do konca oktobra. Na italijanski strani je zaradi majhne širine ceste (okoli 2,5 m) enosmerna regulacija in prepoved prometa za počitniške prikolice in avtobuse. Vožnja z vrha prelaza proti zahodu je možna od 1. do 15. minute, vožnja z jezera Antholzer (Italija) v smeri Avstrije pa od 31. do 45. minute ure. Prometna ureditev je ustrezno urejena s semaforji, ki urejajo promet v obe smeri.

## Galerija
- Pogled na dolino Defereggen z jezerom Ober (nemško Obersee) (Vzhodna Tirolska, Avstrija)
- Semaforizirana regulacija v dolini Antholzer (Južna Tirolska)
- Pogled na dolino Antholzer (Italija) s prelaza Staller, skrajno desno gora Wildgall (3272 m)